# La Torreta (Villafamés)
La Torreta de Vilafamés, en la comarca de la Plana Alta, es una antigua torre de vigilancia, posiblemente de la época de la dominación de la zona por parte de los musulmanes, catalogada como Bien de Interés Cultural según consta en el ANEXO II Bienes de interés cultural comprendidos en el conjunto histórico, del Decreto 80/2005, de 22 de abril, por el que se declara Bien de Interés Cultural el Conjunto Histórico de Vilafamés; con código 12.05.128-0022 de la Generalidad valenciana, y anotación ministerial RI-51-0011559, y fecha de anotación febrero de 2006.
La Torreta, ubicada cerca de la Iglesia de la Asunción, es, actualmente, de propiedad privada y se oferta como casa vacacional. Tiene parte de sus cimientos en la roca del promontorio en la que se asienta, y la distribución actual es de planta baja (de forma rectangular) y tres alturas, contando con una bodega excavada en la roca que cuenta con un acceso independiente a la torreta. Se han realizado ciertas modificaciones en su interior para poder adaptarla al uso como vivienda.